# Ланча Стратос
Lancia Stratos HF („HF“ означава „High Fidelity“) е много известен италиански спортен автомобил, произвеждан от компанията Lancia в периода 1972 – 1974 година.

## История
Lancia Stratos HF е много успешен рали-автомобил през 70-те и началото на 80-те години на ХХ век. С този проект започва нова ера в Световния рали шампионат, като това е първият автомобил, проектиран, от скицата до напълно завършен модел, специално за тази надпревара. Трите водещи личности зад този амбициозен проект са Чезаре Фиорио (който по-късно е спортен директор на тимовете от Формула 1 – Скудерия Ферари, Лижие и Минарди), британският състезателен инженер Майк Паркъс и заводският рали пилот Сандро Мунари.
През 1970 година на бял свят излиза първият прототип – Stratos Zero.
Купето на спортния автомобил е разработено от Марчело Гандини, главен дизайнер на конструкторската компания, специализирала се в стайлинг на автомобили – „Бертоне“ (използвани са 4 цилиндрови, V-образни двигатели от Ланча Фулвия), като първото му показване е на автомобилното изложение в град Торино същата година.
Тялото е с клиновидна, аеродинамична форма и е необичайно късо и широок, предоставяйки максимална теглителна сила.
През 1971 Ланча представя прототип на модела Стратос „HF“. Прототипът (шаси 1240) е с флуоресциращ червен цвят, а отличителна черта е предното стъкло, което е изработено във формата на полукръг, осигуряващо максимална видимост напред, но почти никаква видимост назад. Прототипът е с три различни двигателя, в началото това е познатият двигател от Ланча Фулвия, двигател от Ланча Бета, преди да бъде поставен мощният V6 цилиндров двигател от Ферари Дино, който дава мощност от 190 к.с. (140 kW) от обем 2418 cm³.